# Mujer sentada (Picasso)
Mujer sentada es la primera escultura hecha por Pablo Picasso y se encuentra depositada en el Museo Picasso de Barcelona.

## Contexto histórico y artístico
Desde el mes de enero y hasta el 19 de octubre de 1902, día en que vuelve a París, Picasso residió en Barcelona. Frecuentó los mismos ambientes vanguardistas de tiempos atrás. Desde el punto de vista artístico, en ese momento ya se encontraba plenamente inmerso en su primer estilo, propio y personal, conocido como la época azul.
Unos meses después de llegar a la Ciutat Condal, hace su primera escultura, la única que se conserva en el Museo Picasso de Barcelona: Mujer sentada. Es una pieza individual, como la mayoría de esculturas que elaborará en el futuro, y de formato modesto. Fue un trabajo ocasional, que ejecutó en el taller de su buen amigo el escultor Emilio Fontbona, situado en la casa de veraneo que su familia tenía en el barrio de San Gervasio.

## Descripción
Este bronce de 14 x 11 x 8 cm, hecho en Barcelona en 1902, tiene un innegable carácter religioso y simbólico. Iconográficamente, se trata de una figura femenina muy representada en las pinturas y dibujos de la época: una mujer vestida con ropas largas, abatida y abandonada a su propio peso. De este modo, Picasso transfiere uno de sus temas pictóricos al medio plástico tridimensional. No le es difícil encontrar una solución y la sienta en un bloque, que modela simplificando mucho los rasgos faciales, como en algunas obras pictóricas de 1902, y, también, los brazos y las manos, que apenas insinúa.
Alexandre Cirici i Pellicer encuentra ciertas coincidencias entre estas figuras picassianas y las figuras que hay en los murales del arte románico catalán. Parece que en una ocasión, contemplando los frescos de Santa María de Tahull, Picasso dijo: "Mira, esto lo he hecho yo."